# Бассанж
Басса́нж (фр. Bassenge, валлон. Bassindje, нидерл. Bitsingen) — коммуна в Валлонии, расположенная в провинции Льеж, округ Льеж. Принадлежит Французскому языковому сообществу Бельгии. На площади 38,17 км² проживают 8335 человек (плотность населения — 218 чел./км²), из которых 49,07 % — мужчины и 50,93 % — женщины. Средний годовой доход на душу населения в 2003 году составлял 12 070 евро.
Почтовый код: 4690. Телефонный код: 04.